# لولينغيت
لولينغيت هو معدن من معادن الزرنيخيد للحديد يكون التركيب الكيميائي لوحدته البلورية على الشكل FeAs2.
غالباً ما يترافق هذا المعدن مع أرسينوبيريت، ويوجد على شكل بلورات كتلية ذات نظام بلوري معيني قائم، ويتراوح لونها بين الفضي والرمادي.
اكتشف المعدن العالم الجيولوجي فلهيلم فون هايدنغر Wilhelm Karl Ritter von Haidinger سنة 1845 ووصفه وأطلق عليه هذا الاسم نسبة إلى مكان اكتشافه أول مرة في محلة Lölling في كيرنتن في النمسا